# Gerda Roosval-Kallstenius

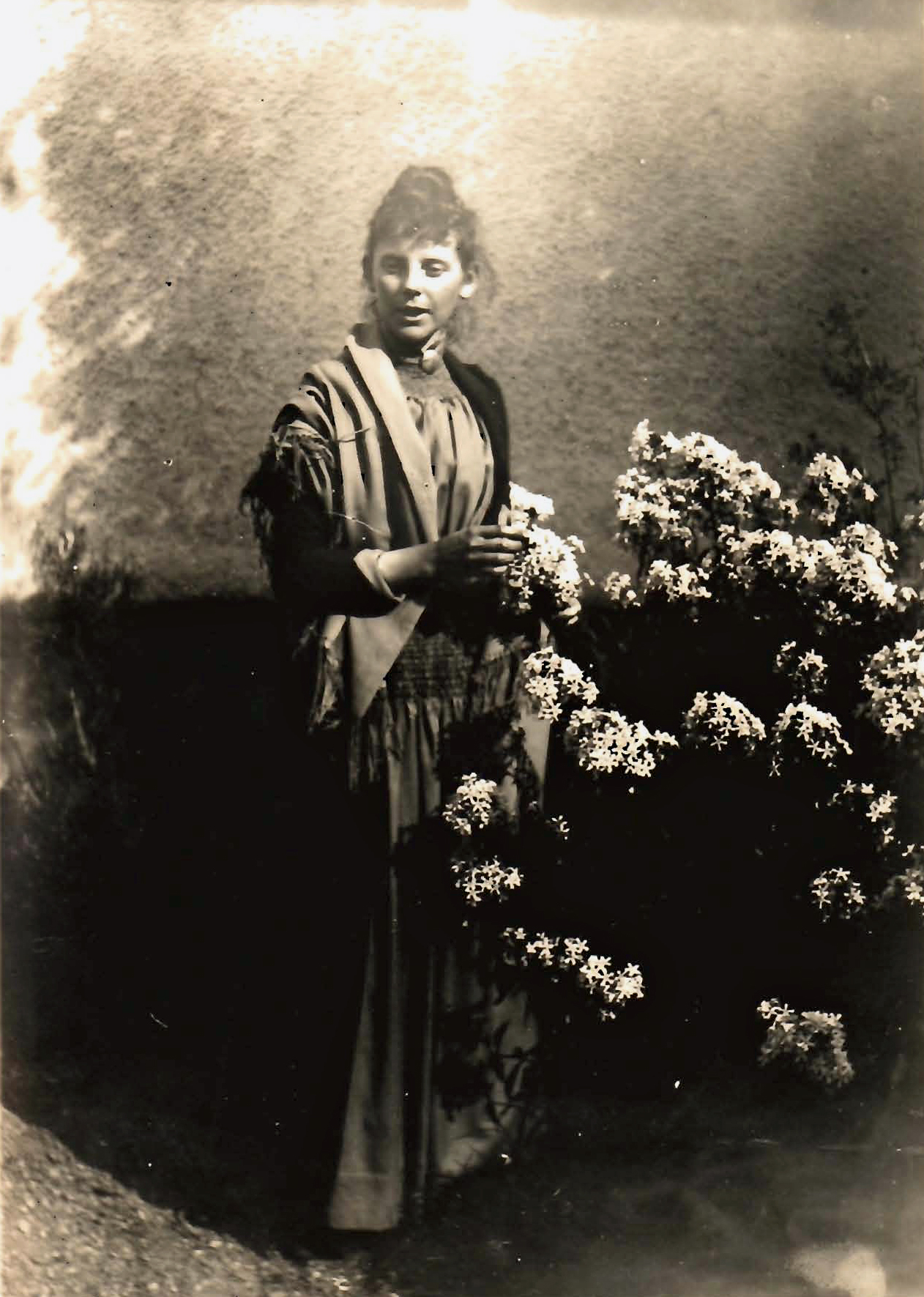
Gerda Roosval-Kallstenius på Kallsteniusgården i Västervik tidigt 1890-tal

Gerda Roosval-Kallstenius, född den 10 februari 1864 i Kalmar, död den 21 augusti 1939 i Västervik, var en svensk målare. Hon utförde porträtt, naturstudier, friluftsmåleri, men också figurer och dekorativa kompositioner.

## Biografi
Gerda Roosval-Kallstenius var dotter till bankdirektören konsul John Roosval och Johanna Kramer. Hon var syster till bland andra konsthistorikern Johnny Roosval, filmproducenten och kulturjournalisten Albin Roosval och tidningsmannen Baltzar Roosval. Från 1891 och livet ut var hon hustru till konstnären Gottfrid Kallstenius. Makarna fick två söner och en dotter. Den äldre sonen John föddes 1892 i Grèz-sur-Loing, Frankrike, och blev verksam som advokat; den yngre, Evald, blev liksom föräldrarna konstnär. Dottern Gullveig föddes 1900 och var sångpedagog.
Roosval-Kallstenius växte upp i Kalmar och skickades efter avslutad flickskola till Montreux i Schweiz där hon fördjupade sina franskkunskaper och fick konstnärlig inspiration. Efter hemkomsten till Kalmar i juni 1881 undervisades hon i teckning och måleri av Christine Sundberg, en av de första kvinnor som studerade vid Konstakademien. 1884 flyttade Roosval-Kallstenius till Stockholm för att till och med 1885 studera vid Tekniska skolan (nuvarande Konstfack). Vid den här tiden fick hon handledning i måleri av Ferdinand Stoopendaal. Dessa förberedande studier utmynnade så småningom i att hon hösten 1886 antogs till Konstakademien.
I Akademiens lärarkår under hennes utbildning ingick bland annat Georg von Rosen, August Malmström, Gustaf Cederström och Mårten Eskil Winge ur det äldre gardet. Under 1889–1890 innehade därtill Oscar Björck och Anna Palm de Rosa konstnärsarvoden med undervisningsskyldighet – Björck i porträttmåleri och Palm de Rosa i akvarellmåleri. Bland hennes kvinnliga studiekamrater återfinner man Lotten Rönquist, Hilma af Klint, Ida Gisiko-Spärck, Agnes de Frumerie och Therese Ekblom (född Jansson). Bland männen var Gottfrid Kallstenius, Carl Flodman, Anshelm Schultzberg och Verner Åkerman hennes samtida.
Under försommaren 1886 deltog Roosval-Kallstenius i en konstnärsexkursion till Kungsör ledd av akademiprofessorn Per Daniel Holm. Hon hade då sällskap av ett flertal av ovanstående studiekamrater.
1889 tilldelades hon Hertigliga medaljen för sin tolkning av Akademiens prisämne Petrus Petrosa och Karl IX.
Roosval-Kallstenius avslutade sin akademiutbildning 1891. I juli samma år gifte hon sig med sin studiekamrat Gottfrid Kallstenius. Kort efter bröllopet reste de till Paris för vidare utbildning.
Fram till november 1891 kom makarna att vistas i Le Pouldu, Bretagne, där för övrigt Paul Gauguin verkat året innan. Under senhösten 1891 fram till våren 1892 bodde de åter i Paris där hon en tid studerade vid Académie Colarossi. Under 1892 ställdes hennes Sensommardag – i kållandet från Le Pouldu ut på Salongen i Paris.
Våren 1892 slog sig makarna ned på Madame Chevillons Hôtel Seine et Marne (numera Hôtel Chevillon) i konstnärskolonin Grèz-sur-Loing. Roosval-Kallstenius återvände i december 1892 till Sverige med den Grèz-födde sonen John, medan Gottfrid Kallstenius reste vidare mot Italien vintern 1893. Familjen återförenades hösten 1893 i Siena. Utlandstiden kom att avslutas sommaren 1894 efter ett kortare stopp i Frankrike.
Efter hemkomsten verkade makarna på Borsö i Trosa skärgård somrarna 1895 och 1896. 1899 hyrde de en tid ett sommarnöje i Klintehamn på Gotland.
1904 lät de uppföra sommarnöje i Källvik vid Tjusts skärgård – 6 mil från Gottfrid Kallstenius födelsestad Västervik. Vad avser det fasta boendet flyttade de 1906 från Stockholms innerstad till Villa Kallstenius på nuvarande Krokvägen 1B i Storängen, Nacka, där de kom att bo livet ut.
Gerda Roosval-Kallstenius var medlem i Svenska Konstnärernas Förening och Föreningen Svenska konstnärinnor.

## Verk
Bland Roosval-Kallstenius mer kända målningar märks Tvätterskor på Strandvägskajen, Stockholm (1890), Sensommardag – I kållandet. Le Pouldu (1891), självporträttet En blå hyacint i Paris (1892), Vid strandkanten (Grèz-sur-Loing 1892), Vår i Paris (1892) och porträttet av konstnären Astrid Setterwall Ångström (1914). De två sistnämnda verken ingår i Nationalmuseums samlingar. Vidare utförde hon under 1920-talet på beställning från hovet ett porträtt av drottning Sofia.
I hennes övriga produktion kan särskilt noteras På väg till balen på Karlberg (1891) – ett porträtt av systern Ellen, Ebb i Pouldu (Bretagne 1891), John i Rom med motiv från Monte Pincio (1894), flera landskapsmålningar från Tivoli (1894), John äter (Borsö 1896), två porträtt av Ellen Roosval von Hallwyl (båda 1918) samt Solstudie på stranden (1918).
På senare år målade hon framför allt porträtt.
Hennes målningar utmärks ofta av en fin kolorit och känsla för valörer. Utöver verken i Nationalmuseums samlingar finns Roosval-Kallstenius representerad vid Malmö museum, Kalmar konstmuseum och Linköpings konstmuseum.

## Utställningar
Roosval-Kallstenius deltog frekvent i utställningar under sin levnad. 1891 framträdde hon för första gången vid en samlingsutställning på Valand i Göteborg. 1896 fanns hon representerad i Rom, Berlin och Göteborg; 1897 vid Allmänna Konst- och industriutställningen i Stockholm; 1911 vid Föreningen Svenska konstnärinnors utställning på Konstakademin; 1911 vid Konstföreningen i södra Sveriges utställning i Lund, 1914 vid Baltiska utställningen i Malmö; 1931 vid Måleri från 1880- och 1890-talen på Liljevalchs i Stockholm; 1932 vid Svenskt måleri under 100 år på Liljevalchs.
På senare år har hennes verk visats vid Nationalmuseums utställning Det moderna livet (2012) samt vid Prins Eugens Waldemarsuddes utställningar Ljusets magi – friluftsmåleri från sent 1800-tal (2016), Grèz-sur-Loing – konst och relationer (2019) samt Ett eget rum – Konstnärsrollen under det sena 1800-talet (2021/22).

## Bildgalleri

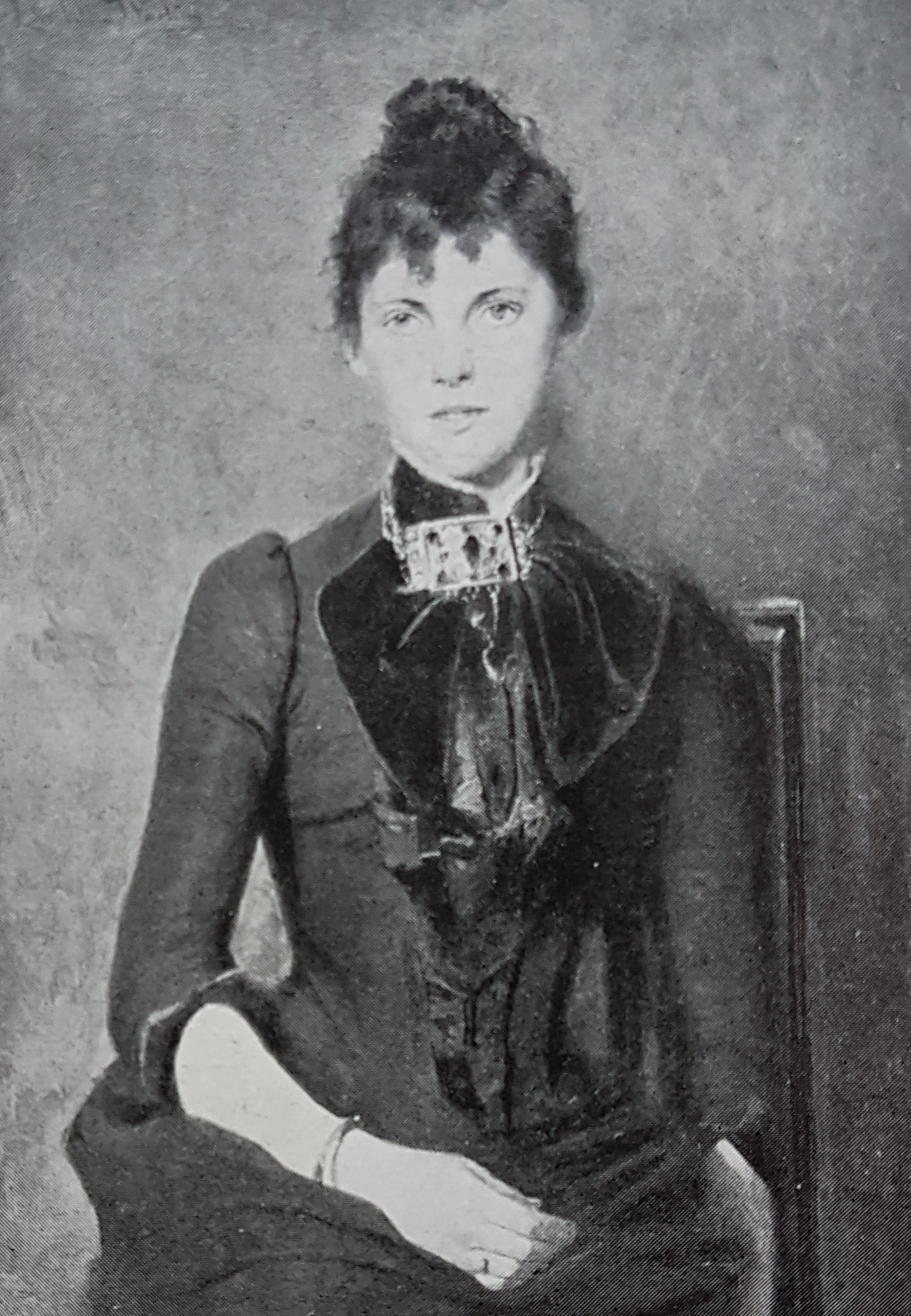
Porträtt av fru K (Gerda Roosval - Kallstenius) (utfört av Elisabeth Warling)
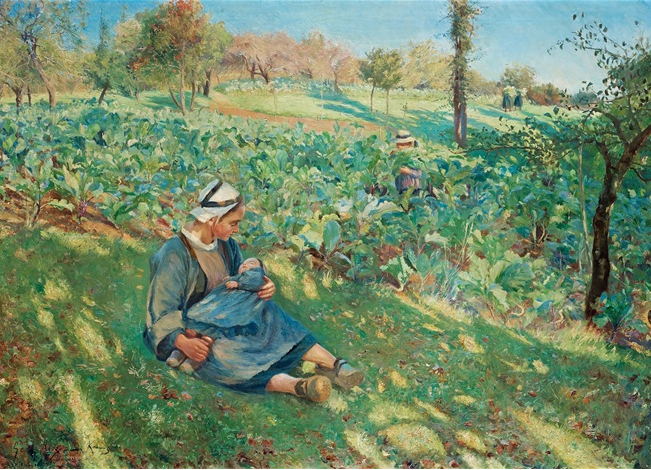
Sensommardag - I kållandet (Le Pouldu, Bretagne 1891)
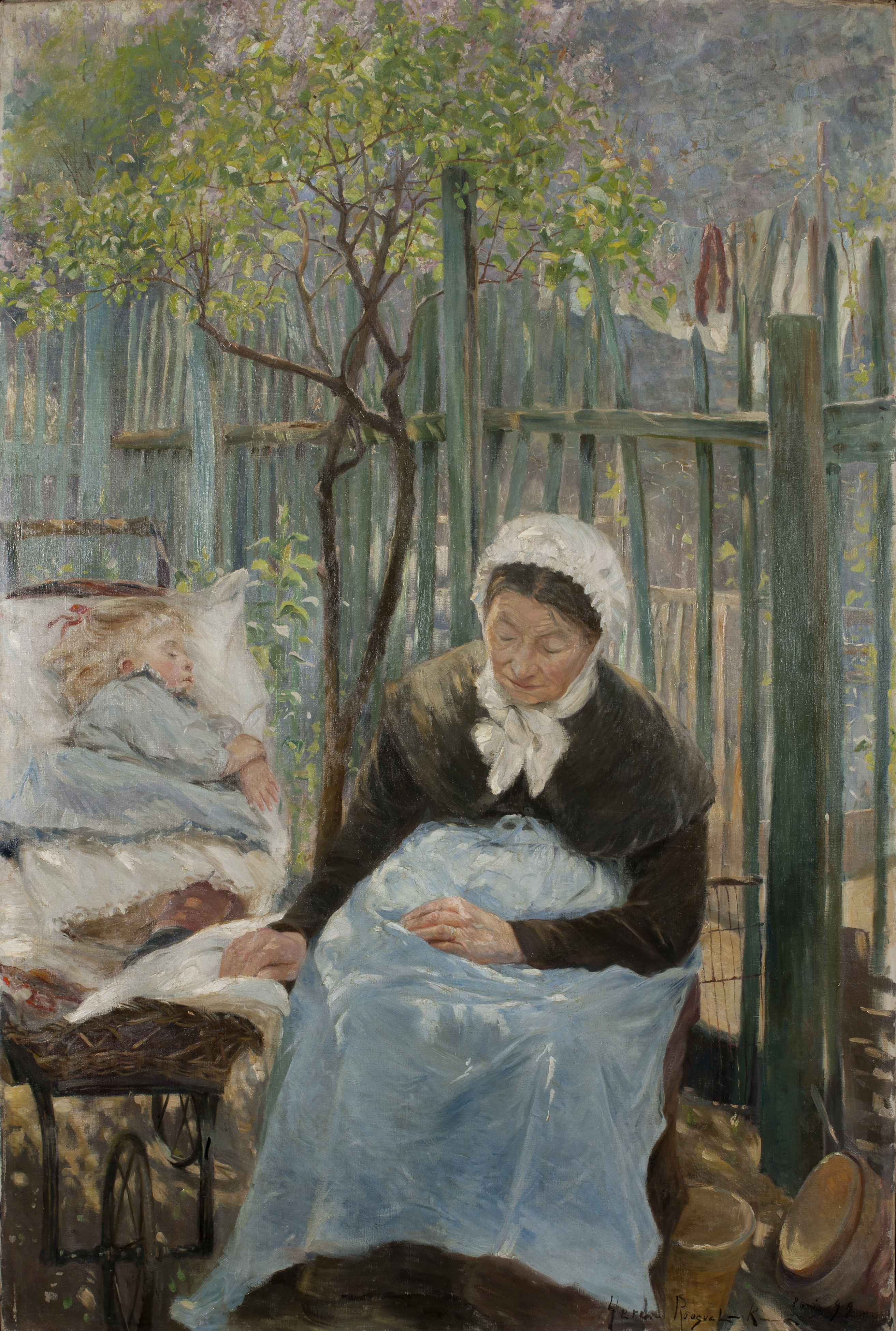
Vår i Paris (1892)
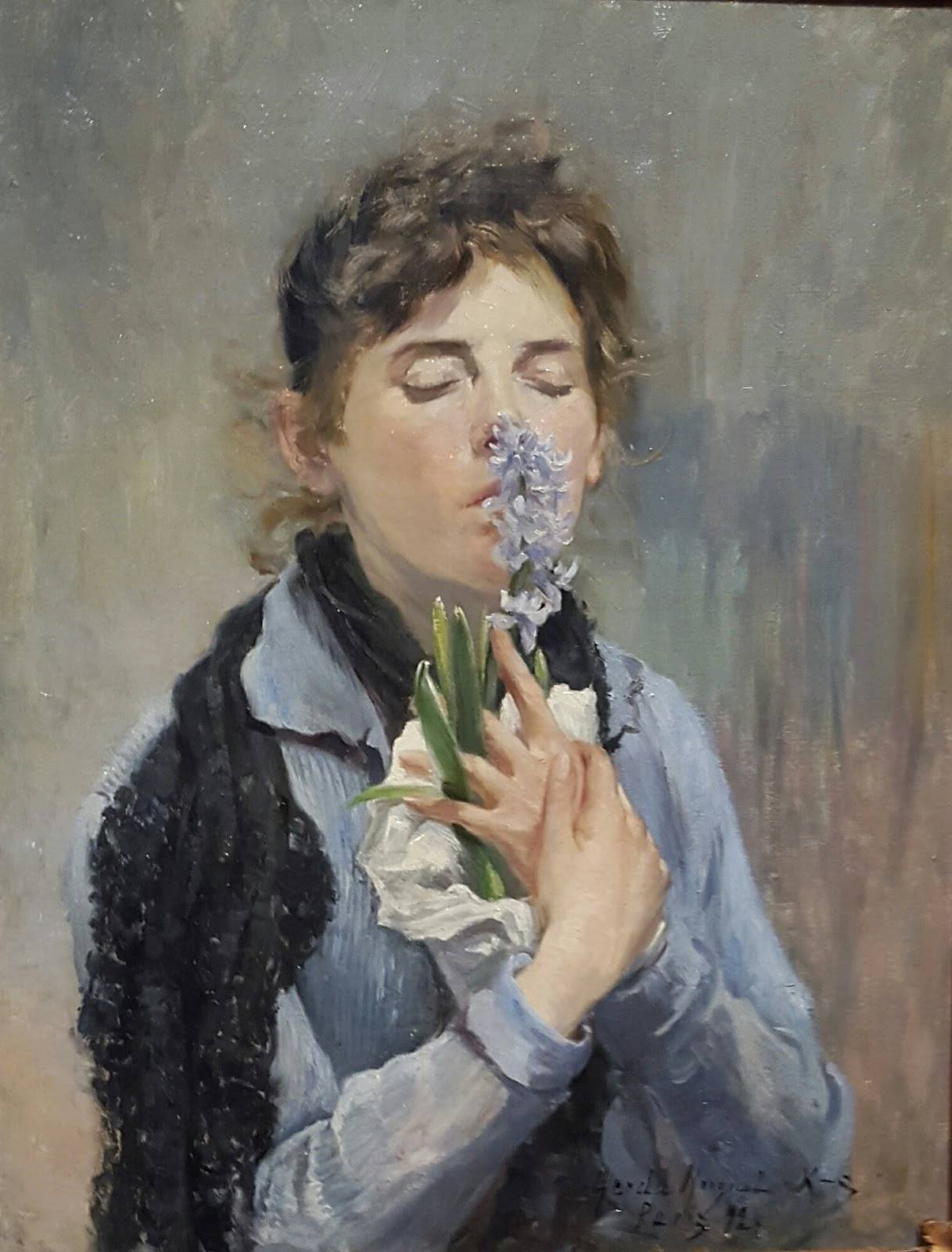
En blå hyacint i Paris (självporträtt 1892)
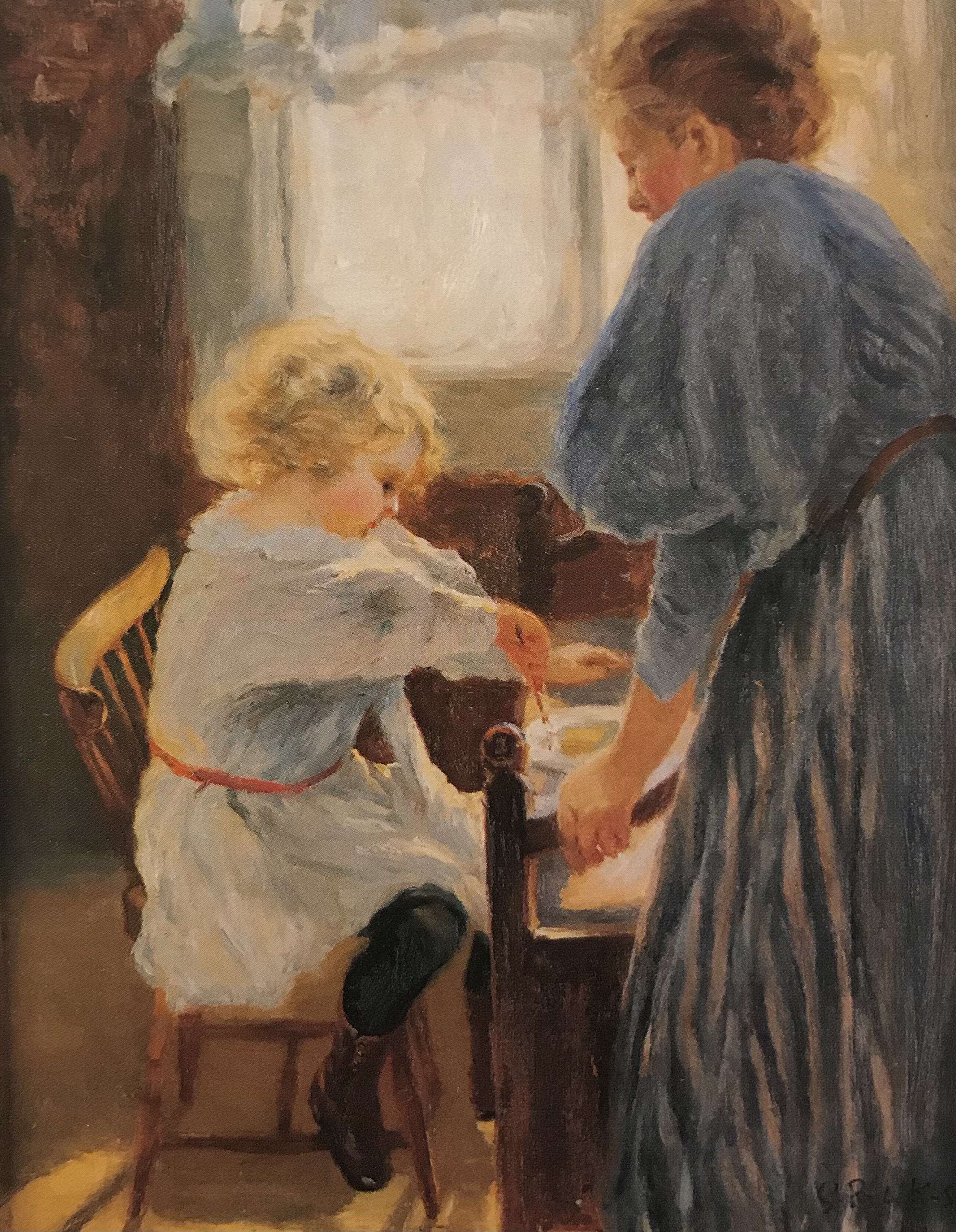
John äter (Borsö, c:a 1896)
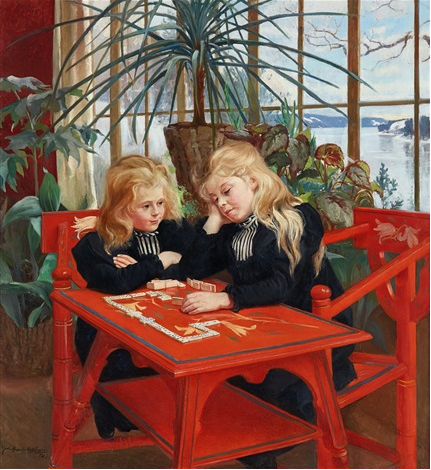
Dominospel (början av 1900-talet)
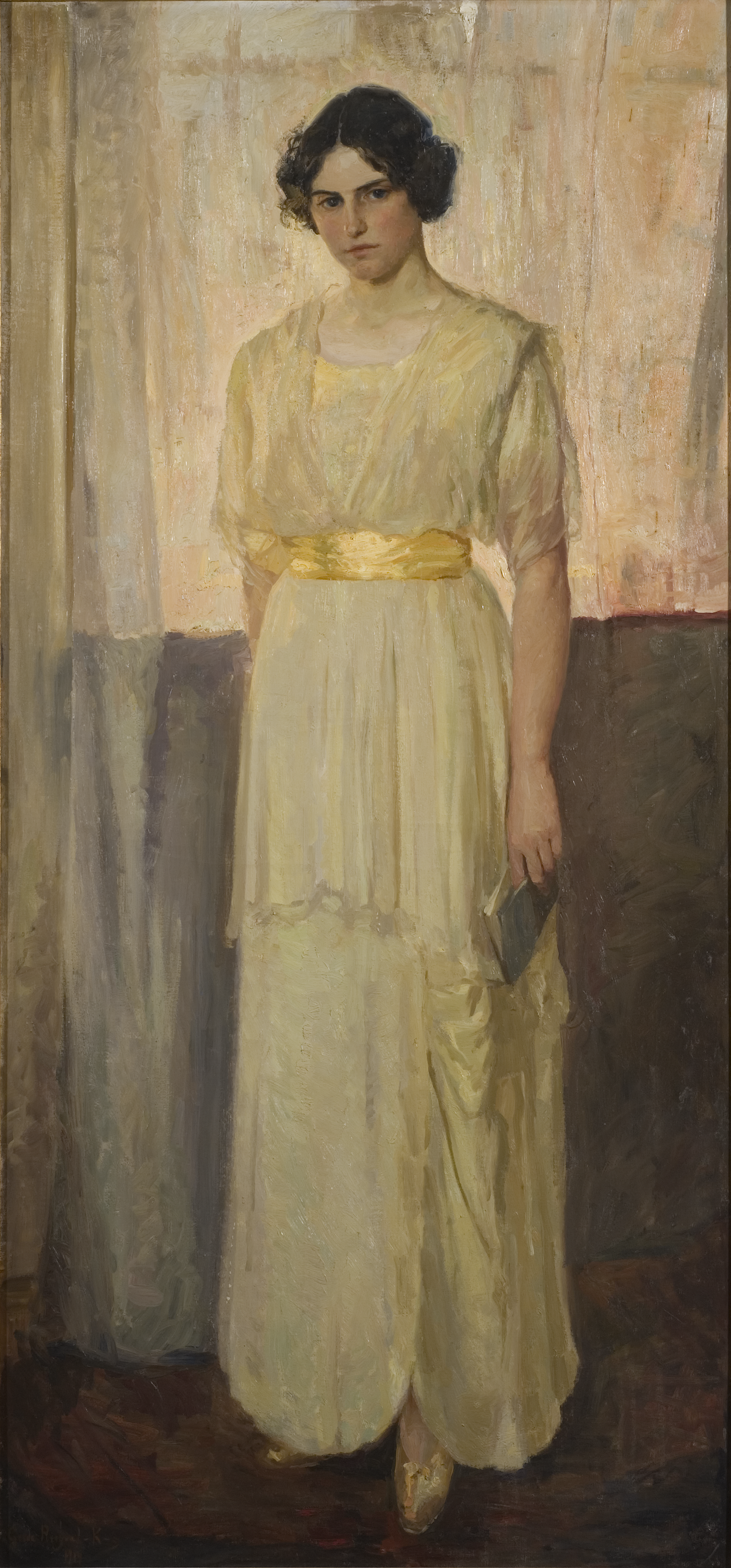
Porträtt av konstnärinnan Astrid Setterwall Ångström (1914)
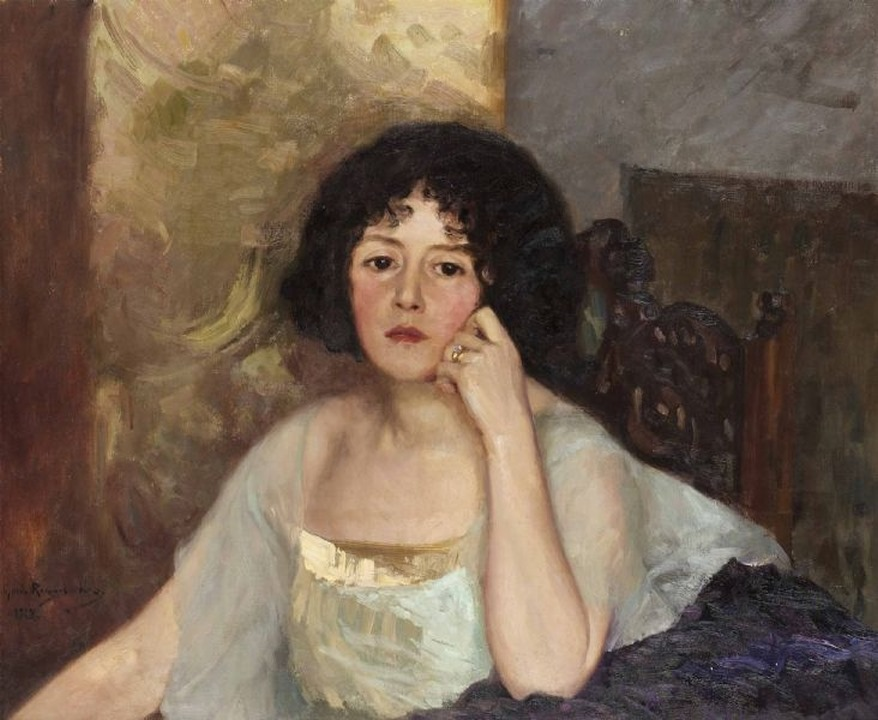
Porträtt av Ellen Roosval von Hallwyl (1918)
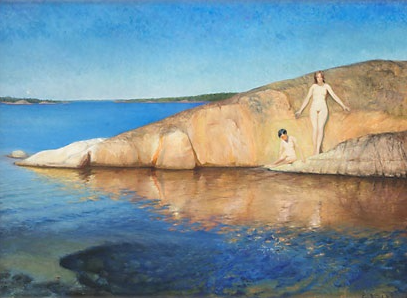
Badklippan (1931)